# 中国驻安道尔大使列表
本列表为中華人民共和國驻安道尔历任大使名录。

## 历任中国驻安道尔大使

### 中华人民共和国驻安道尔大使（1994年至今）
自1994年6月29日中国与安道尔公国建交后，驻西班牙大使兼任驻安道尔大使。
| 姓名   | 任命           | 任命           | 到任           | 递交国书       | 递交国书       | 免职           | 免职           | 离任           | 外交衔级 | 外交职务     | 备注       | 备注 |
| 姓名   | 全国人大常委会 | 主席           | 到任           | 乌赫尔地区主教 | 法国总统       | 全国人大常委会 | 主席           | 离任           | 外交衔级 | 外交职务     | 备注       | 备注 |
| ------ | -------------- | -------------- | -------------- | -------------- | -------------- | -------------- | -------------- | -------------- | -------- | ------------ | ---------- | ---- |
| 宋国清 | 1994年8月31日  | 1994年11月16日 | 1994年11月     | 1994年11月24日 | 1994年12月20日 | 1997年8月29日  | 1998年4月2日   | 1998年2月      | 大使     | 特命全权大使 | 驻西班牙兼 |      |
| 汤永贵 | 1997年8月29日  | 1998年4月2日   | 1998年3月      | 1998年4月29日  | 1998年3月27日  |                | 2003年1月29日  | 2002年12月     | 大使     | 特命全权大使 | 驻西班牙兼 |      |
| 邱小琪 |                | 2003年1月29日  | 2003年1月8日   | 2003年9月15日  | 2003年6月25日  | 2008年8月29日  | 2009年2月6日   | 2008年12月15日 | 大使     | 特命全权大使 | 驻西班牙兼 |      |
| 朱邦造 | 2008年8月29日  | 2009年2月6日   | 2009年1月2日   | 2009年9月28日  |                | 2014年6月27日  | 2014年12月18日 | 2014年12月     | 大使     | 特命全权大使 | 驻西班牙兼 |      |
| 吕凡   | 2014年6月27日  | 2014年12月18日 | 2014年12月18日 | 2015年5月22日  | 2015年10月19日 | 2019年6月29日  | 2020年5月8日   | 2019年11月     | 大使     | 特命全权大使 | 驻西班牙兼 |      |
| 吴海涛 | 2019年10月26日 | 2020年5月8日   | 2020年4月12日  | 2020年9月7日   | 2020年10月5日  |                | 2023年10月20日 | 2023年8月10日  | 大使     | 特命全权大使 | 驻西班牙兼 |      |
| 姚敬   |                | 2023年10月20日 | 2023年9月22日  | 2023年11月17日 | 2024年9月17日  | 现任           |                |                | 大使     | 特命全权大使 | 驻西班牙兼 |      |